# 名誉店長
名誉店長(めいよてんちょう)とは企業や商業施設、店舗が消費者や顧客誘致のため、芸能人やマスコットに委嘱するPRキャラクターの職名。関連する名称として名誉店員などがある(本項で解説)。また一日限定で店長を務める場合は一日店長と呼ばれることも多い。

## 名誉店長
名誉店長は、主に飲食店やCD、グッズ商品を販売する店舗で委嘱される例が多い。以下、報道や企業広報上で告知されている事例を紹介する(社会的に認知された著名な事例に限る)。

### 飲食店の名誉店長
飲食店における事例としては、2013年、元プロアイスホッケーチーム  栃木日光アイスバックスの選手を経て監督を務めた村井忠寛がアイスバックスと岩下食堂のコラボ企画店舗「岩下食堂CAFE NEW GINGER」の名誉店長を務めたほか、2014年5月21日にはフィギュアスケート選手の髙橋大輔が、アサヒビールによる北海道札幌市狸小路商店街の期間限定バー終身名誉店長を務めている。
また、2015年には、山梨県甲府市にあるラーメン店・天下一品甲府向町店の名誉店長として感情認識ヒューマノイドロボット・Pepperが名誉店長として店頭に立ったことが報道されている。また、2016年7月6日、東京・CAFE PARKにて「ナンスタイル CAFE」のオープニングイベントが開催された際、お笑いタレント、森三中のメンバー村上知子が出席し、店舗のPRを行った。

### グッズ販売店における名誉店長
2012年にはウルトラマンなどウルトラシリーズの制作プロダクションである円谷プロダクションが手掛けるグッズ販売店ウルトラマンワールドM78の日本国内の各店舗ごとにシリーズに登場する各キャラクターを名誉店長として配置するなどの人事案を発表している。

### CDショップにおける名誉店長
大手CDショップチェーンであるタワーレコードでは音楽アーティストやアイドルを名誉店長に起用しており、これまでシンガーソングライターで東京事変ボーカリストの椎名林檎や、元AKB48メンバーで歌手の板野友美ほか、多数の芸能人を起用している。

## 名誉支店長

### 銀行における名誉支店長
明治期、日本の銀行の名誉職として名誉支店長が置かれることがあった。一例として、岐阜県の大垣共立銀行の社史に西白川支店の名誉支店長として河村市松なる人物が記録されていることが挙げられる。

## 名誉店員

### 商店における名誉店員
名誉店員とは、名誉職上の店員のこと。またその身分・称号。一例として、明治後期から昭和初期のかけての実業家 原三渓こと原富太郎は家督相続で生糸売込問屋「亀屋」を受け継いだ際、商店を合名会社に移行・古参の番頭たちに名誉店員の称号、住居、年金、巨額な退職金を授け、引退させていることが挙げられる。

### 文献資料
- 新井恵美子著『原三渓物語』(神奈川新聞社、2003年) ISBN 4876453292
- 大垣共立銀行編『80年のあゆみ: 最近の10年を中心として』（大垣共立銀行、1976年）

### 報道資料
- 『朝日新聞』2013年9月19日朝刊栃木全県・2地方版
- 『朝日新聞』2015年8月24日朝刊山梨全県・1地方版
- 『毎日新聞』2014年5月23日地方版/北海道
- 『読売新聞』2015年3月7日東京朝刊千葉2版

### インターネット資料
- お笑いナタリーウェブサイト2016年7月6日 21:00配信「森三中・村上、ナン提供する「ナンスタイル CAFE」名誉店長に」
- 音楽ナタリーウェブサイト2016年4月15日 18:00配信「板野友美がタワレコ渋谷“名誉店長”に」
- タワーレコードオンラインウェブサイト 2014年11月01日 12:00配信「椎名林檎　タワーレコード新宿店名誉店長に就任決定！ 」
- 円谷プロダクションウェブサイト2012年7月10日配信「ウルトラマンキングより「ウルトラマンショップ」人事異動のお知らせ」